# Judith van Dorth
Johanna Magdalena Catharina Judith van Dorth (née le 7 mai 1747 à Warnsveld, morte le 22 novembre 1799 à Winterswijk), également connue sous le nom de Freule Van Dorth (« Dame de Dorth »), était une orangiste et aristocrate néerlandaise. Elle fut exécutée pour trahison, et demeure à ce jour la seule femme à avoir été condamnée par un tribunal militaire aux Pays-Bas. Étant donné l'injustice de son exécution, elle fut utilisée comme exemple dans la propagande orangiste pour dénoncer les exactions des Républicains.
Elle fut arrêtée le 18 septembre 1799, trois jours après que l'État d'urgence fut décrété en République batave. Son exécution eut lieu le 22 novembre 1799, quelques jours après la fin de la Campagne de Hollande au cours de laquelle l'armée républicaine et ses alliés français résistèrent à une invasion de troupes anglo-russes soutenues par les orangistes fidèles à Guillaume V et au Prince héritier Guillaume Ier.